# آلبر وانوچی
آلبر وانوچی (به فرانسوی: Albert Vanucci‎؛ زادهٔ ۸ اوت ۱۹۴۷ – درگذشتهٔ ۶ آوریل ۲۰۲۵) بازیکن فوتبال اهل فرانسه بود.
از جمله باشگاه‌هایی که وی در آن‌ها بازی کرده‌بود، می‌توان به باشگاه فوتبال موناکو، باشگاه فوتبال سوشو، باشگاه فوتبال آژاکسیو و باشگاه فوتبال المپیک مارسی اشاره کرد.
وی همچنین در تیم ملی فوتبال فرانسه بازی کرده‌بود.